# Atarba diacantha
Atarba diacantha är en tvåvingeart som beskrevs av Alexander 1945. Atarba diacantha ingår i släktet Atarba och familjen småharkrankar.
Artens utbredningsområde är Ecuador. Inga underarter finns listade i Catalogue of Life.